# Lights (album)
Lights – piąty studyjny album grupy muzycznej Archive, wydany 22 maja 2006 roku.

## Lista utworów
1. "Sane"			4:26
2. "Sit Back Down"		6:36
3. "Veins"			4:01
4. "System"			4:01
5. "Fold"			4:38
6. "Lights"			18:28
7. "I Will Fade"			3:09
8. "Headlights"			3:32
9. "Programmed"			5:44
10. "Black"			2:50
11. "Taste of Blood"		4:33